# Vincent Seremet
Vincent Seremet, född 1930 vid Ringsteds flygplats i Danmark, är en dansk fallskärmshoppare och konstruktör av nära 30 olika luftfartyg för en person. Han har själv provflugit samtliga.
Farkosterna, som han konstruerade under tiden 1957 till 1996 inkluderar helikoptrar att fästa på ryggen, mera konventionella små helikoptrar, autogyron, flygande vingar och motordrivna flygskärmar. Några av farkosterna finns utställda på Danmarks Tekniske Museum i Helsingör.